# Radioteleskop Effelsberg

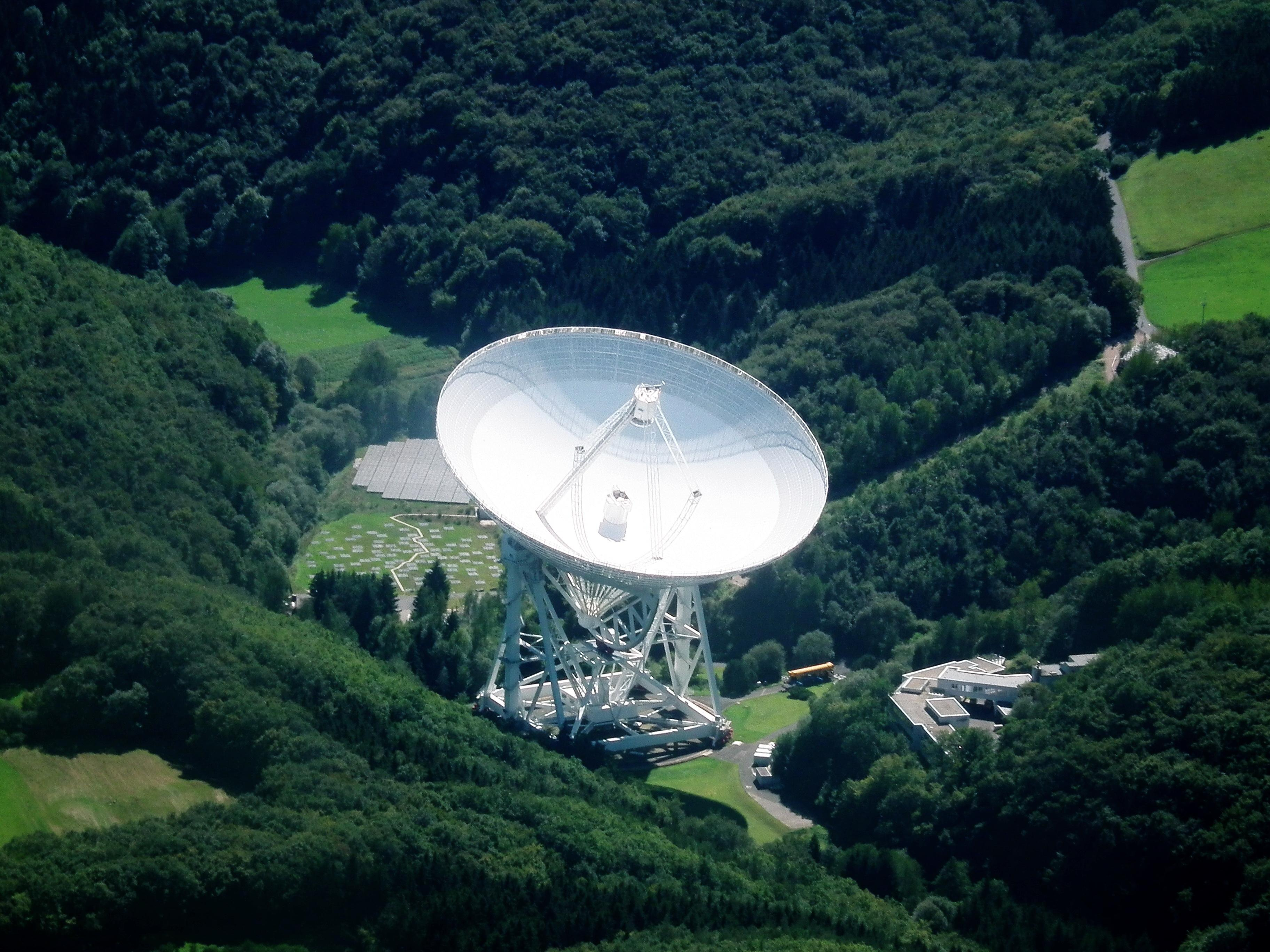
Letecký pohled na radioteleskop a jeho okolí.

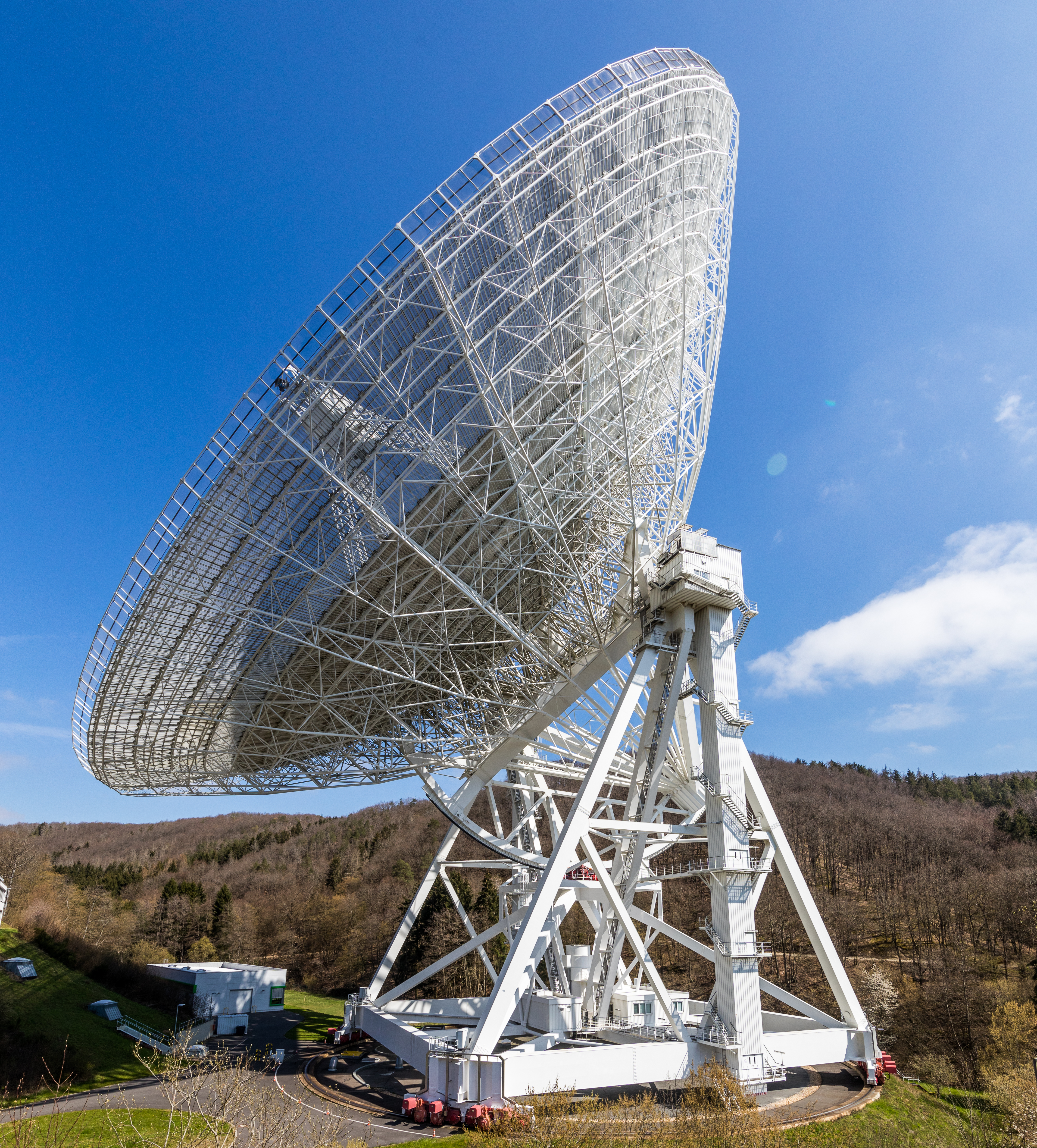
Celkový pohled na radioteleskop.

Radioteleskop Effelsberg se nachází v blízkosti malé osady Effelsberg (po které získal jméno) a nedaleko lázeňského města Bad Münstereifel, v oblasti vrchoviny a chráněné oblasti Eifel (v severní části nazývané Ahrgebirge), v západním Německu na území spolkové země Severní Porýní-Vestfálsko. Výstavba započala v roce 1968 a po dokončení v roce 1971 se stal na 29 let největším plně řiditelným radioteleskopem na světě. 
S průměrem paraboly 100 metrů překonal do té doby největší Lovellův teleskop na observatoři Jodrell Bank ve Spojeném království.  V roce 2000 byl dokončen radioteleskop v Green Bank v USA. Ten je sice rovněž označovaný jako stometrový, ale protože má mírně eliptický tvar, je ještě o trochu větší než kruhový německý teleskop. Radioteleskop Effelsberg tak zůstává největší v Evropě a druhý největší na světě.

## Geografická poloha
Dalekohled se nachází asi 1,3 kilometru vzdušnou čarou severovýchodně od Effelsbergu (po úzké místní silnici to je necelé 3 kilometry). Centrum lázeňského města Bad Münstereifel v Severním Porýní-Vestfálsku je vzdušnou čarou zhruba 9 kilometrů severozápadním směrem od radioteleskopu (asi 13 kilometrů po silnici). Teleskop je jen asi  300 metrů západně od kopce Hünerberg (jeho vrchol je v nadmořské výšce 398 metrů, radioteleskop je ve výšce 319 metrů). 
Tento kopec ale již leží v sousední spolkové zemi Porýní-Falc. Hranici mezi spolkovými zeměmi tvoří potok Effelsberger Bach, který protéká jen několik metrů východně od radioteleskopu. Potok Effelsberger Bach je dlouhý 6,5 kilometru, pramení v Effelsberger Wald a ústí do potoka Sahrbach, jehož tok pokračuje na jih a ústí do řeky Ahr (od které je odvozeno pojmenování Ahrgebirge, což je nejsevernější část vrchoviny Eifel).
V blízkosti radioteleskopu vede několik značených turistických cest a také cyklotrasa. Část pěší turistická stezky, která prochází nejblíže, byla v roce 2004 přeměněna na „planetární stezku“ (v němčině je nazvána a označena „Planetenweg“) s informačními panely o Sluneční soustavě a jednotlivých planetách, včetně trpasličí planety Pluto, které je ve zvoleném měřítku vzdáleno od Slunce 766 metrů. Stezka končí u malého modelu Slunce, který je hned vedle návštěvnického centra. Místní silnice z osady Effelsberg pak byla pojmenována „Max-Planck-Straße“ (radioteleskop provozuje Institut Maxe Plancka pro radioastronomii).

## Radioteleskop

### Výstavba radioteleskopu
Radioteleskop Effelsberg byl postaven v letech 1968 až 1971 pro tyto účely založeným společným podnikem firem Krupp AG a MAN (závod v Gustavsburgu). Dne 12. května 1971 se uskutečnilo slavnostní otevření a 1. srpna 1972 byl uveden do rutinního provozu. Z politického hlediska se o výstavbu zasloužil zejména Leo Brandt (nezaměňovat s Willy Brandtem). V té doby pracoval jako státní tajemník spolkové země Severní Porýní-Vestfálsko (kde radioteleskop leží) a byl nakloněn podpoře výzkumu.
Hlavním technickým problémem při stavbě radioteleskopu tak obřích rozměrů (průměr paraboly 100 metrů) bylo, jak se vypořádat s deformací povrchu antény vlivem gravitace při natočení antény do jiného směru nebo při jejím naklápění. Anténa musí mít přesný parabolický tvar, aby mohla soustředit rádiové vlny přesně do ohniska, ale tradičně navržená anténa této velikosti by se při otáčení do jiné pozice mírně „prohnula“, takže zrcadlo by ztratilo svůj přesný tvar.
Konstruktéři radioteleskopu  se s touto zásadní výzvou vypořádaly tak, že teleskop používá v té době zcela nově řešenou, počítačem navrženou nosnou konstrukci zrcadla, která se sama záměrně mírně deformuje tak, aby vyrovnala nežádoucí deformace povrchu antény a byl tak vždy zachován co možná nejpřesněji parabolický tvar. Při takové deformaci se ohnisko posune a při otáčení dalekohledu se mírně posune také nosná konstrukce pomocí počítačového řídicího systému. 
Pro výpočet inovativní nosné konstrukce byla použita metoda konečných prvků (anglicky FEM: Finite element method), šlo o jednu z jejich prvních praktických aplikací. Testy po dokončení radioteleskopu prokázaly, že zamýšlená přesnost tvaru povrchu antény 1 milimetr byla nejen splněna, ale bylo dosaženo dokonce výrazně lepších výsledků (maximální odchylka od ideální paraboly menší než 0,5 milimetru).
Poloha v údolí mezi okolními horami byla pečlivě vybrána tak, aby radioteleskop přirozeně co nejvíce chránila před rušivými pozemskými rádiovými zdroji. Navíc, aby se předešlo nežádoucímu rušení, některé rádiové frekvence není dovoleno používat v okruhu 150 kilometrů. Povolena jsou jen určitá, přesně definovaná frekvenční pásma, která nijak nekolidují s rozsahy, na kterých radioteleskop pracuje.
Radioteleskop Effelsberg je také součástí rozsáhlé European VLBI Network, sítě pro rádiovou interferometrii, který byla založena v roce 1980 a do které je zapojeno přes 20 evropských i mimoevropských radioteleskopů. Přibližně 45 % pozorovacího času je k dispozici pro externí astronomy. Stometrový radioteleskop Effelsberg se ve spolupráci s dalšími radioteleskopy ve světě podílel mimo jiné na několika komplexních a dlouhodobých výzkumech, např. tzv. mapování celé oblohy (all-sky continuum survey) na frekvenci 408 MHz (73 centimetrů) uskutečněné mezinárodním týmem, který vedl C. G. T Haslam.

### Technické údaje
| Průměr antény radioteleskopu                      | 100 metrů                         |
| Povrch antény                                     | 7854 m2                           |
| Počet povrchových prvků (panelů)                  | 2352                              |
| Přesnost tvaru povrchu (maximální odchylka)       | < 0,5 mm                          |
| Ohnisková vzdálenost při základním zaostření      | 30 metrů                          |
| Průměr sekundárního zrcadla (Gregoryho reflektor) | 6,5 metru                         |
| Clona                                             |                                   |
| – při základním zaostření                         | f/0,3                             |
| – při sekundárním zaostření f/3,85                | f/3,85                            |
| Úhlové rozlišení (šířka paprsku)                  |                                   |
| – při vlnové délce 21 cm (1,4 GHz)                | 9,4' (obloukové minuty)           |
| – při vlnové délce 3 cm (10 GHz)                  | 1,15' (obloukové minuty)          |
| – při vlnové délce 3,5 mm (86 GHz)                | 10" (obloukové sekundy)           |
| Azimutální průměr dráhy                           | 64 metrů                          |
| Přesnost nastavení dráhy                          | ±0,25 mm                          |
| Rozsah azimutu                                    | 480°                              |
| Maximální rychlost otáčení                        | 30°/min.                          |
| Přesnost zaměření                                 |                                   |
| – Zaměřování naslepo                              | 10"                               |
| – Opakovatelnost                                  | 2"                                |
| Výkon 16 pohonů azimutu                           | 10,2 kW každý z nich              |
| Poloměr dráhy elevačního převodu 28 m             | 28 metrů                          |
| Rozsah elevace                                    | od 7° do 94°                      |
| – při pozorování od                               | od 8,1° do 89°                    |
| Maximální rychlost náklonu                        | 16°/min.                          |
| Výkon 4 elevačních pohonů                         | 17,5 kW každý z nich              |
| Celková hmotnost                                  | 3200 tun                          |
| Období výstavby                                   | 1968–1971                         |
| Výška nad hladinou moře                           | 319 metrů                         |
| Zahájení rutinního provozu                        | 1. srpna 1972                     |
| Výroba a konstrukce                               | Společný podnik firem Krupp / MAN |

### Poštovní známky
Radioteleskop Effelsberg poprvé posloužil jako předloha pro poštovní známku v sérii „Průmysl a technika“ (viz obrázek). Známku v hodnotě 500 feniků (5 DEM) v roce 1976 vydala německá spolková pošta (Deutsche Bundespost). K 50. výročí uvedení dalekohledu do provozu vydala německá spolková pošta 1. dubna 2021 další, speciální poštovní známku v nominální hodnotě 155 eurocentů, kterou navrhl grafik Michael Menge z Düsseldorfu.

### Zajímavosti
Nedaleko od radioteleskopu Effelsberg, přibližně 12 kilometrů vzdušnou čarou západoseverozápadním směrem, u Bad Münstereifel-Eschweiler se nachází další, historický radioteleskop Stockert Astropeiler z roku 1956 o průměru 25 metrů. Používal se do roku 1995, z toho od roku 1979 jen pro výuku studentů Univerzity v Bonnu a Institutu Maxe Plancka. Později zařízení vlastnila jedna audiovizuální společnost a konaly se zde hudební festivaly přezdívané Woodstockert (narážka na Woodstock Festival). 
Radioteleskop byl prohlášen za technickou památku a od roku 2005 ho vlastní Nordrhein-Westfalen-Stiftung (NRW-Stiftung), který zajistil také prostředky na jeho rekonstrukci. Po dokončení rekonstrukce byla v roce 2011 opět obnovena astronomická pozorování, primárně pro vzdělávací účely a jsou možné také prohlídky radioteleskopu širokou veřejností.
V ochranné zóně radioteleskopu Effelsberg lze používat pouze frekvenční pásma 406,1–407 MHz a 409,1–410 MHz, takzvané „Effelsbergovy frekvence“. Vzhledem k mimořádné citlivosti radioteleskopu by měla být dokonce také osobní elektronická zařízení (zejména mobilní telefony a tablety) v bezprostřední blízkosti radioteleskopu vypnuta nebo alespoň přepnuta do režimu „letadlo“, protože jinak by mohla rušit měření.
Radioteleskop se stal dějištěm jedné epizody německého kriminálně-komediálního televizního seriálu Mord mit Aussicht (Vražda s vyhlídkou), český název Vraždy mezi muškáty. Tento seriál byl premiérově vysílán na stanici Das Erste od roku 2008 do roku 2014 (kdy se stal nejsledovanějším německým seriálem). Díl odehrávající se na radioteleskopu byl poprvé vysílán 13. července 2010 pod názvem Sonne, Mord und Sterne (Slunce, vražda a hvězdy).

### Fotogalerie

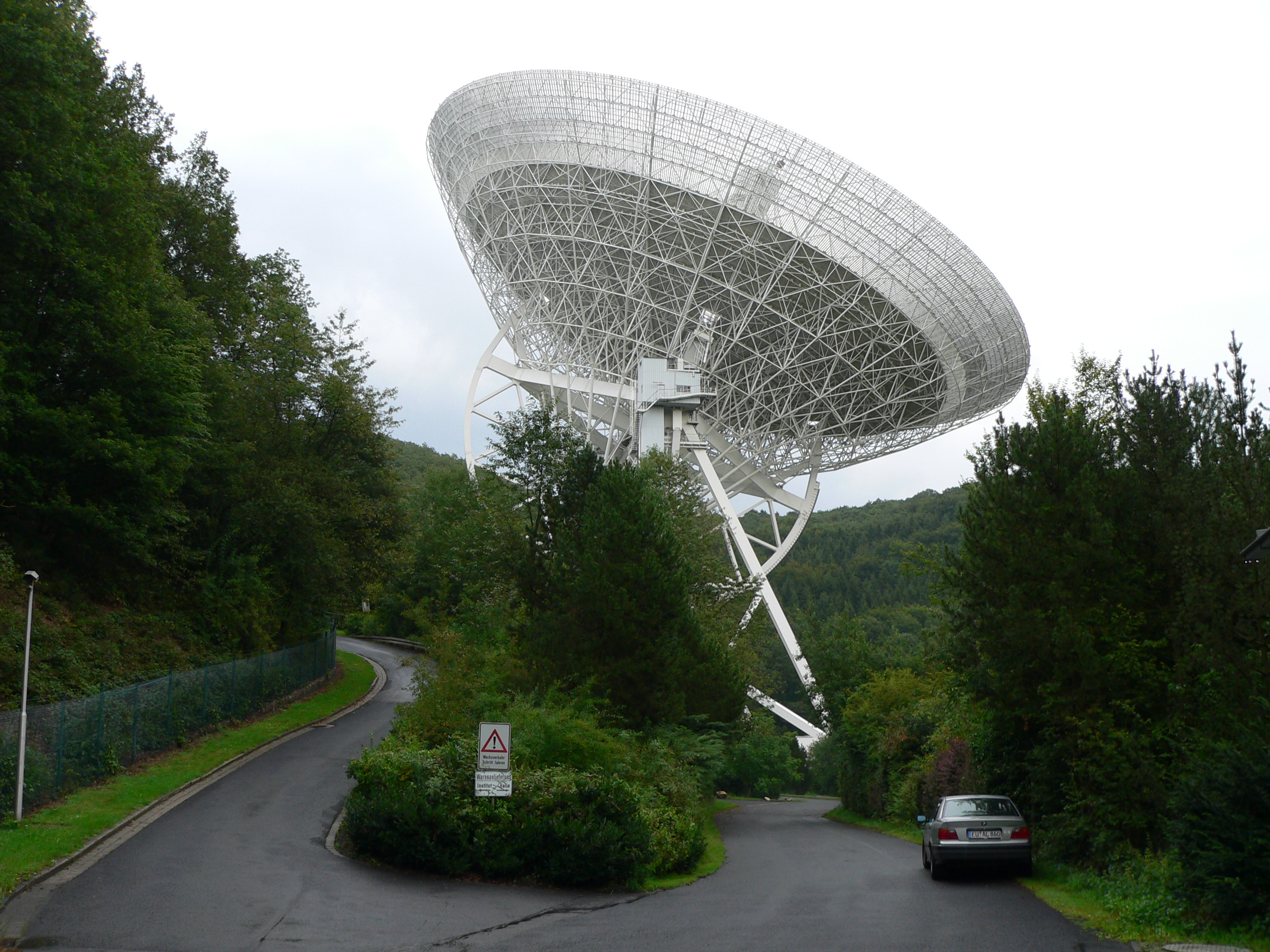
Radioteleskop z přístupové cesty
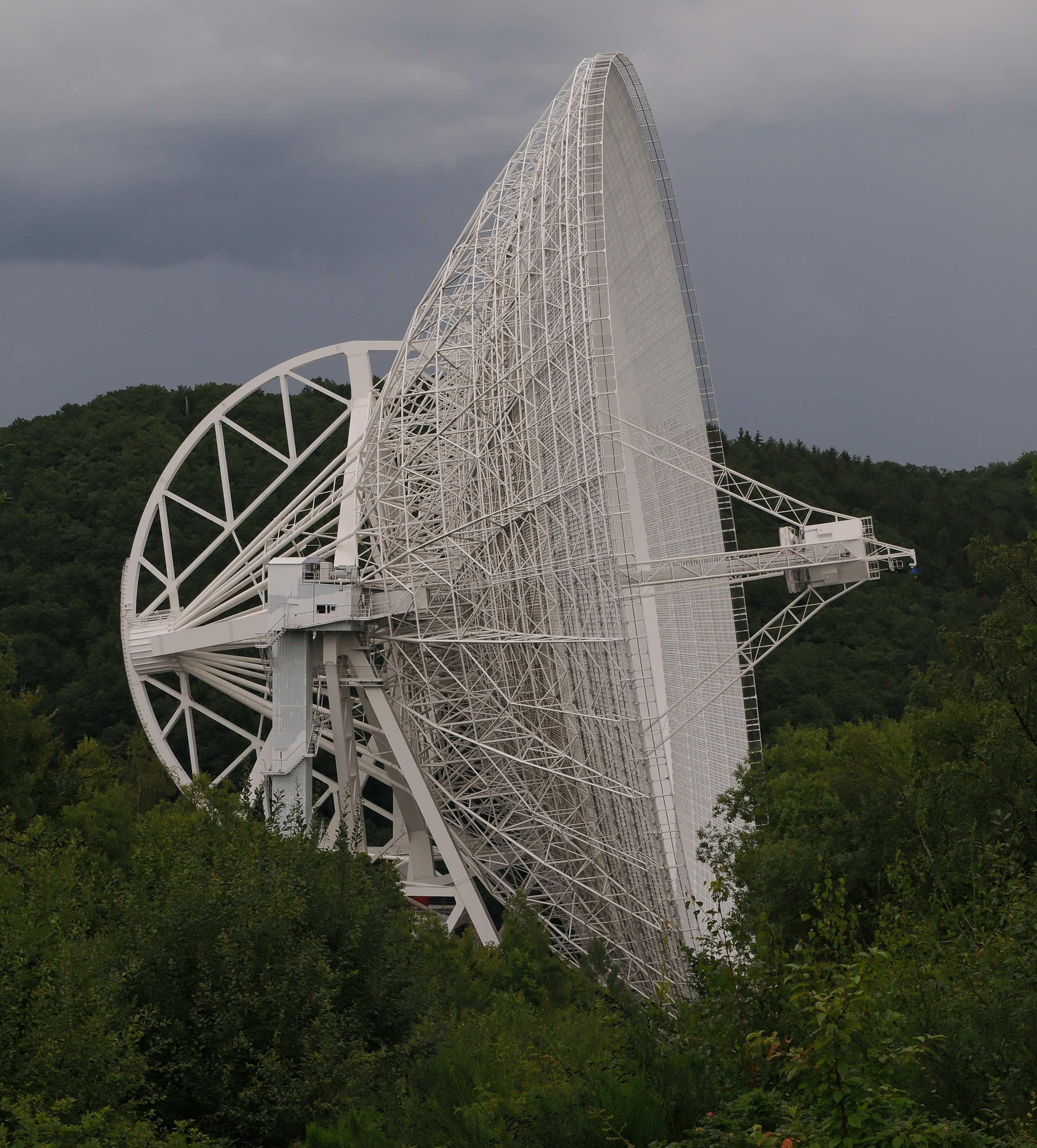
Boční pohled na parabolu
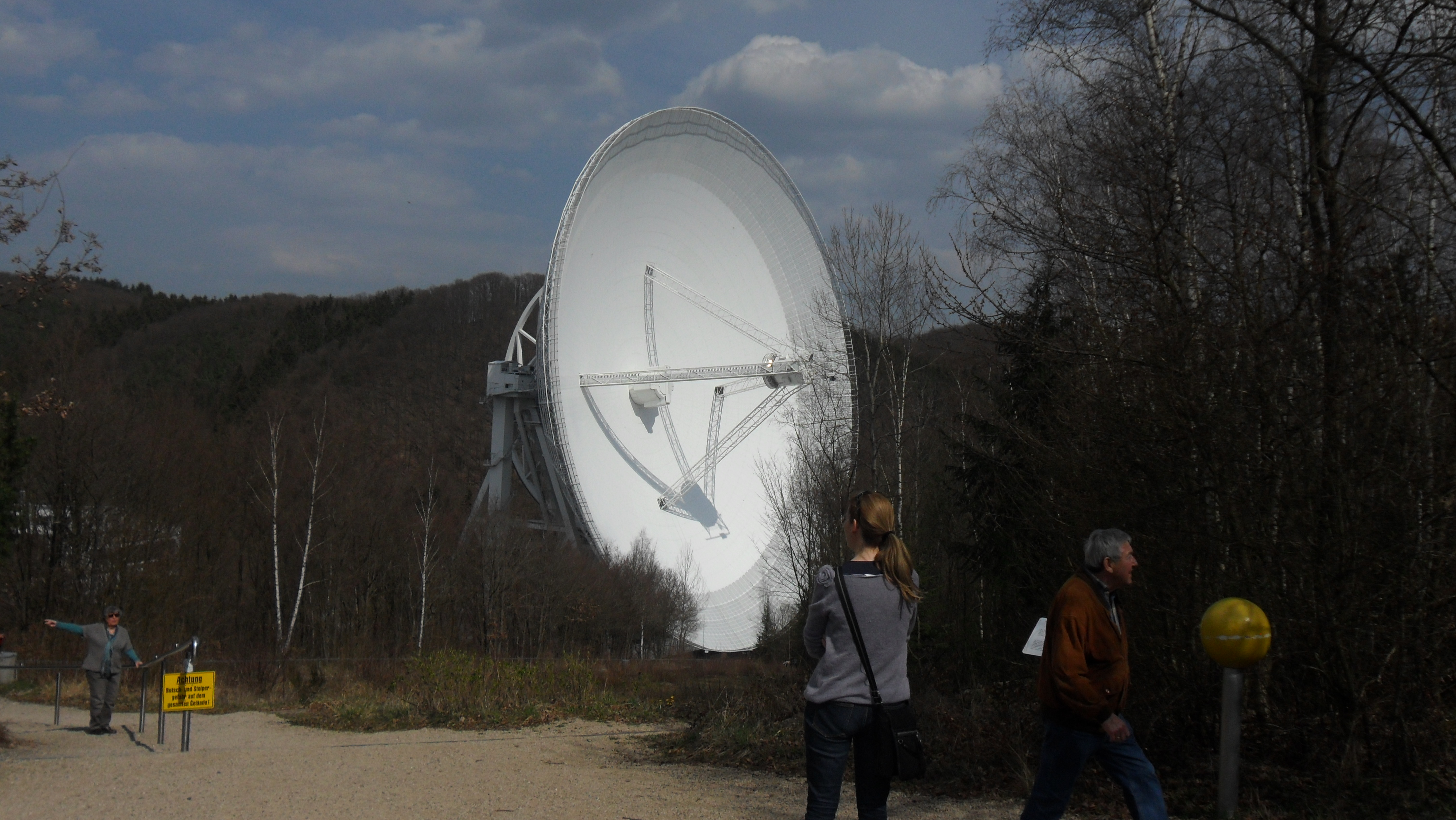
Celkový pohled
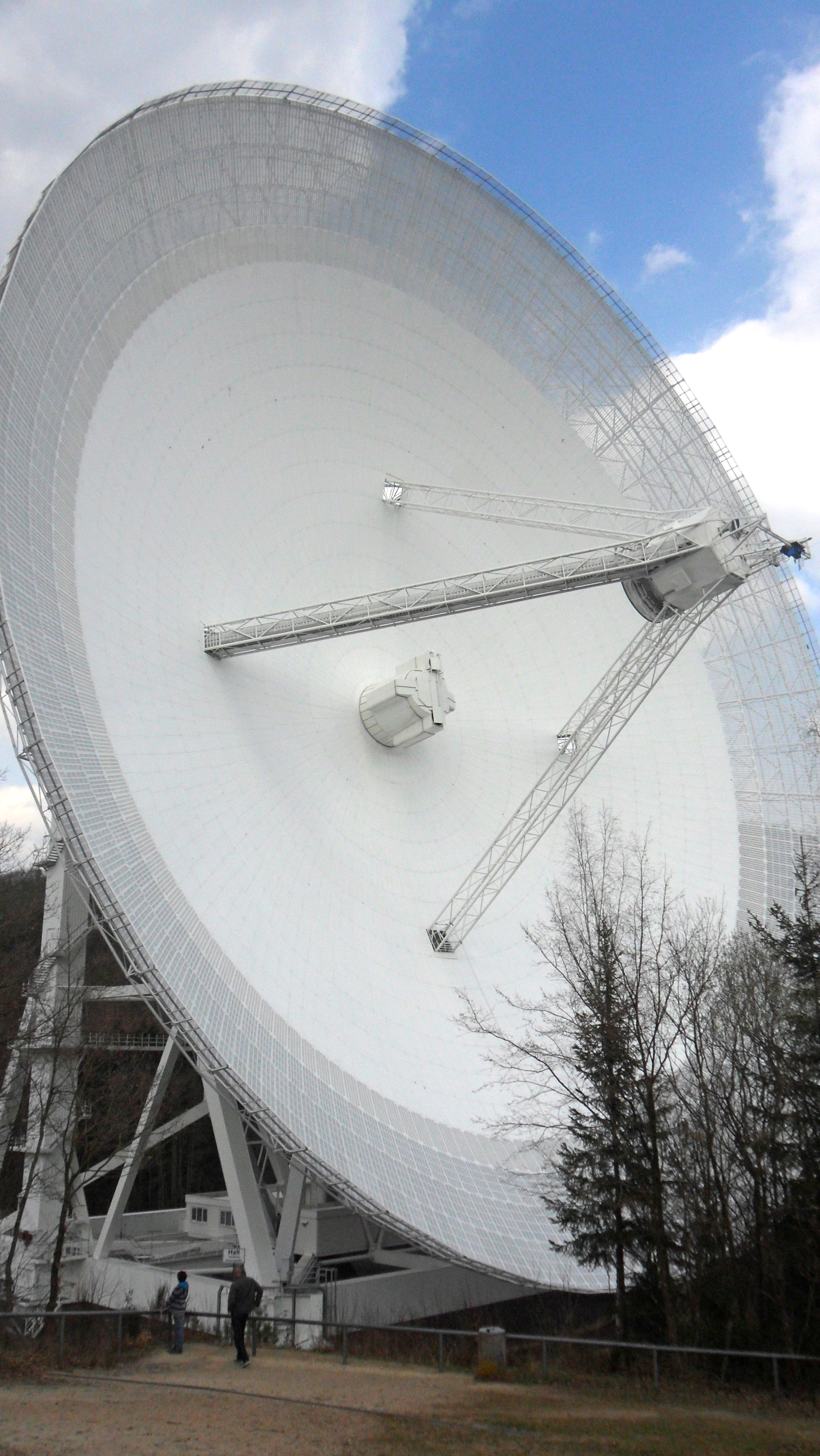
Polodetail paraboly
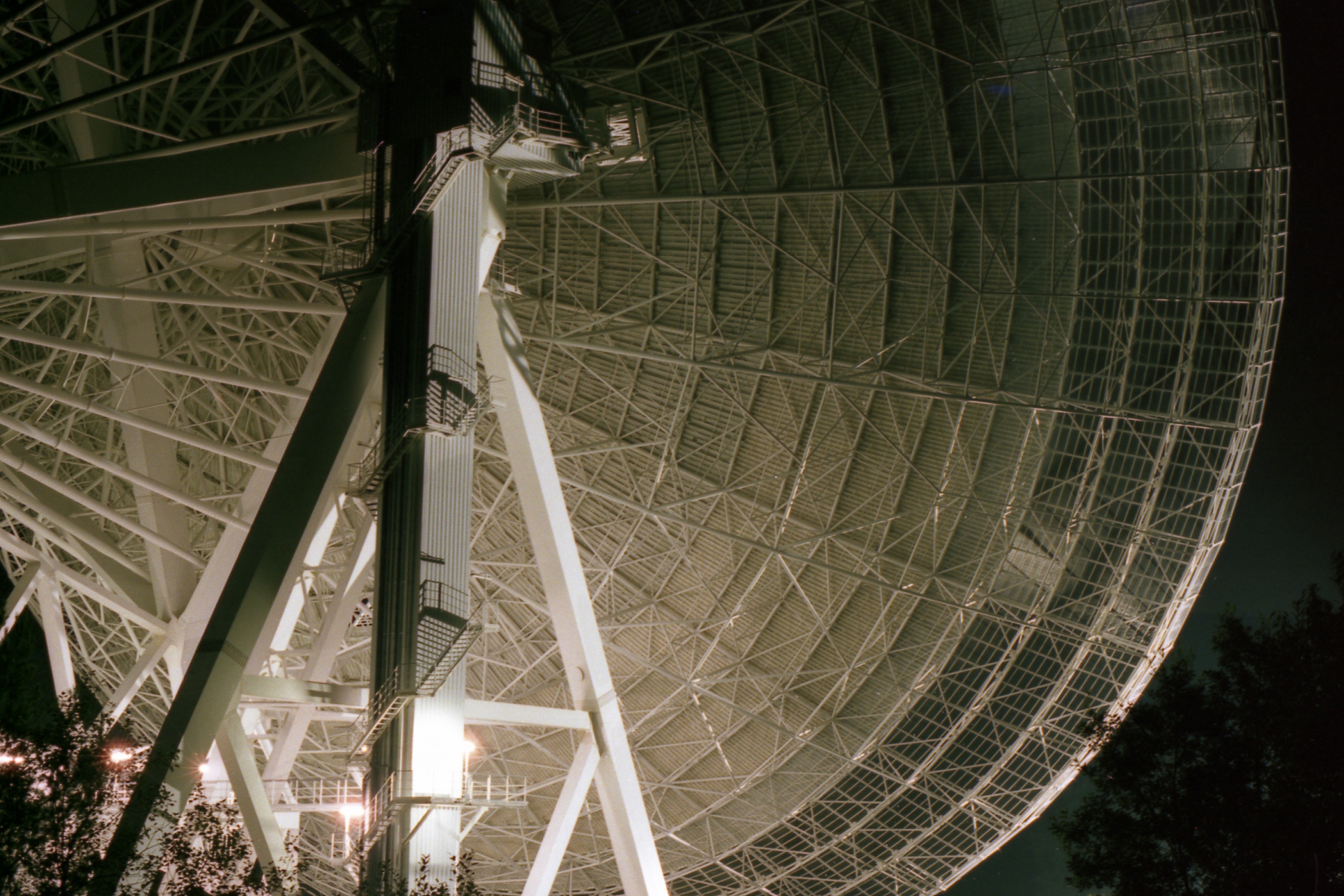
Detail nosné konstrukce

## Stanice LOFAR
V bezprostřední blízkosti radioteleskopu se nachází také stanice LOFAR (Low Frequency Array). Jedná se o první německé zařízení tohoto typu a stanice byla uvedena do provozu v letech 2007 (nízkofrekvenční část) a 2009 (vysokofrekvenční část). Stanice byla vybudována ve spolupráci Institutu Maxe Plancka pro radioastronomii (který provozuje také stometrový radioteleskop) a ASTRON (Nizozemský institut pro radioastronomii). Náklady ve výši přibližně 1 milión EUR hradila Společnost Maxe Plancka. 
Původně byly radioteleskopy této rádiové interferometrické sítě  navrženy a postaveny Nizozemským institutem pro radioastronomii ASTRON, postupně byly rozšířeny do Německa a několika dalších evropských zemí. LOFAR se skládá z rozsáhlé soustavy všesměrových rádiových antén využívajících moderní koncepci, kdy signály z jednotlivých antén nejsou přímo elektricky propojeny, aby působily jako jedna velká anténa, jak je tomu u většiny jiných anténních soustav. 
Namísto toho jsou dipólové antény LOFAR (dvou typů: nízkofrekvenční a vysokofrekvenční) rozmístěny ve stanicích, v rámci kterých lze signály antén částečně kombinovat v analogové elektronice, poté digitalizovat a následně opět kombinovat. Tento postupný přístup poskytuje velkou flexibilitu při nastavování a rychlé změně směrové citlivosti. Data ze všech stanic se pak přenášejí po optickém vlákně do centrálního digitálního procesoru a softwarově se kombinují, aby se napodobila konvenční anténa radioteleskopu s rozlišovací schopností odpovídající největší vzdálenosti mezi stanicemi.
Již od konce roku 2007 je proto k dispozici rychlé optické spojení (10 Gbit/s) mezi Effelsbergem, Bonnem a dále do stanice LOFAR v Nizozemsku. V letech 2009–2011 byly vybudovány další čtyři německé stanice tohoto typu. Se všemi stanicemi je rovněž zajištěno vysokorychlostní optické spojení a tato síť LOFAR tak má největší sběrnou oblast na světě propojenou vysokokapacitními datovými linkami. Stanice LOFAR byla zaplavena během povodní v červenci 2021.

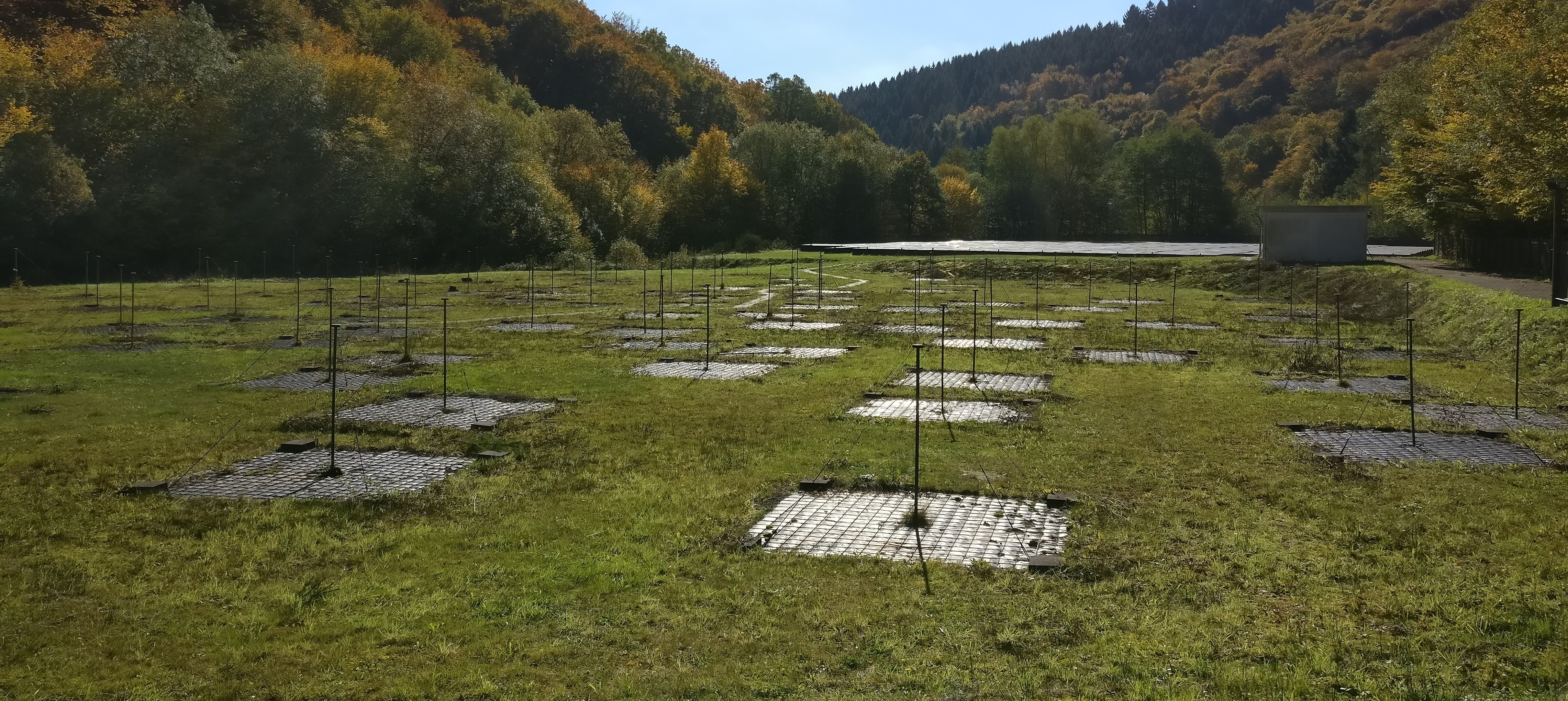
LOFAR: nízkofrekvenční část
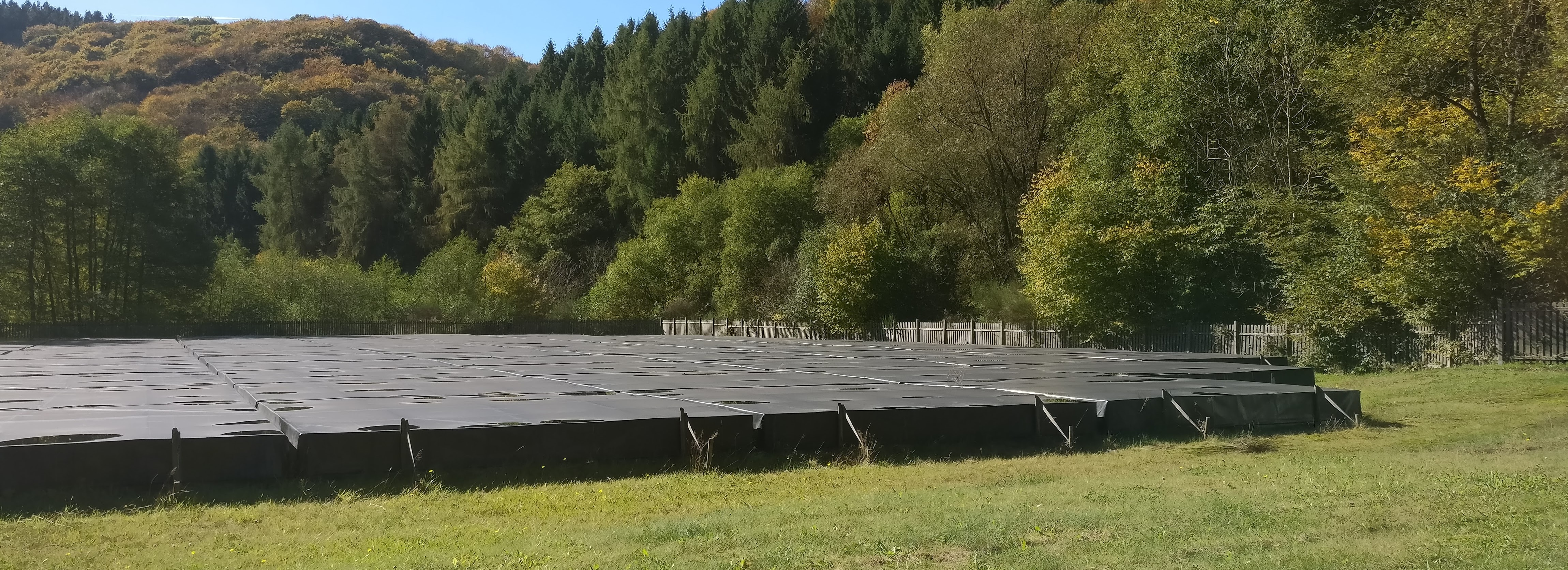
LOFAR: vysokofrekvenční část